# Sinuhe Wallinheimo
Sinuhe Wallinheimo (né le 9 mars 1972 à Turku) est un homme politique finlandais et ancien hockeyeur sur glace.

## Carrière politique
Sinuhe Wallinheimo siège au conseil municipal de Jyväskylä en tant que représentant du parti de la Coalition nationale depuis 2009.
Il a obtenu 753 voix aux élections municipales finlandaises de 2008, 1 141 voix aux élections municipales de 2012 et 1 637 voix aux élections municipales de 2017,,.
Lors de élections législatives finlandaises de 2011, Sinuhe Wallinheimo est élu député représentant du parti de la Coalition nationale dans la circonscription de Finlande centrale.
Lors des élections législatives de 2015, Wallinheimo a conservé son siège au Parlement avec 5 471 voix.
Après les élections, le groupe parlementaire de la Coalition a élu Wallinheimo comme troisième vice-président pour remplacer Heikki Auto, qui a quitté le parlement 
Le 5 mai 2015, Sinuhe Wallinheimo a été élu président de la commission parlementaire de la défense.
Aux élections législatives de 2019, Wallinheimo a été réélu député avec 6 690 voix, le quatrième dans la circonscription de Finlande centrale.
Lors des élections législatives de 2023, Wallinheimo a recueilli le deuxième plus grand nombre de voix dans la circonscription de Finlande centrale avec 7 478 voix.

## Biographie
Sinuhe Wallinheimo est marié à Kaisa Wallinheimo et le couple a trois enfants.
Sinuhe Wallinheimo doit son prénom à l'œuvre Sinuhe egyptiläinen de Mika Waltari.
Sinuhe Wallinheimo est chanteur dans le groupe  S.W. Heimon kädet.
Il a aussi joué du violon et chanté dans une chorale.
Sinuhe Wallinheimo a obtenu un Bachelor of Arts 1996 (University of Denver), un Bachelor of Business Administration  2002 (Université de Jyväskylä), et un Master in Sports Science and Management 2010 (Université de Jyväskylä).